# بيكي وود
بيكي وود (بالإنجليزية: Becky Wood)‏ هي لاعبة اتحاد الرغبي نيوزيلندية، ولدت في 8 أغسطس 1987.